# Efecte Auger

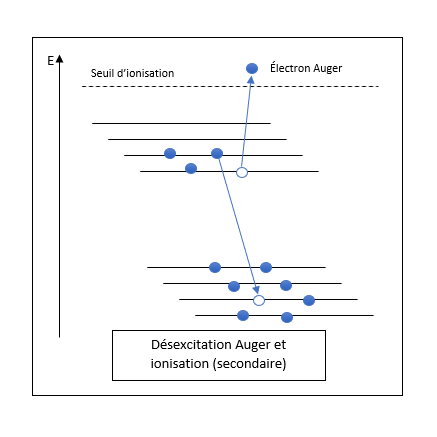

L'efecte Auger és la desexcitació d'un àtom en què un electró perifèric passa a ocupar una capa interna i l'energia de desexcitació és transmesa directament, mitjançant un fotó virtual, a un segon electró de l'embolcall electrònic del mateix àtom, que resulta emès. Aquest electró emès és anomenat electró Auger.
El procés acostuma a produir-se després de l'expulsió d'un electró d'un dels nivells fonamentals de l'àtom mitjançant el bombardeig d'electrons, l'absorció al nucli o d'alguna altra manera. Tot seguit, un electró d'una altra capa saltarà a la vacant, alliberant energia que es dissipa ràpidament produint un raig X o mitjançant l'efecte Auger. En l'efecte Auger, l'energia disponible expulsa un electró d'una de les capes amb el resultat que l'àtom residual té dues vacants d'electrons. El procés es pot repetir a mesura que es cobreixen les noves vacants (cascada d'electrons), en cas contrari s'emetran raigs X.

## Història

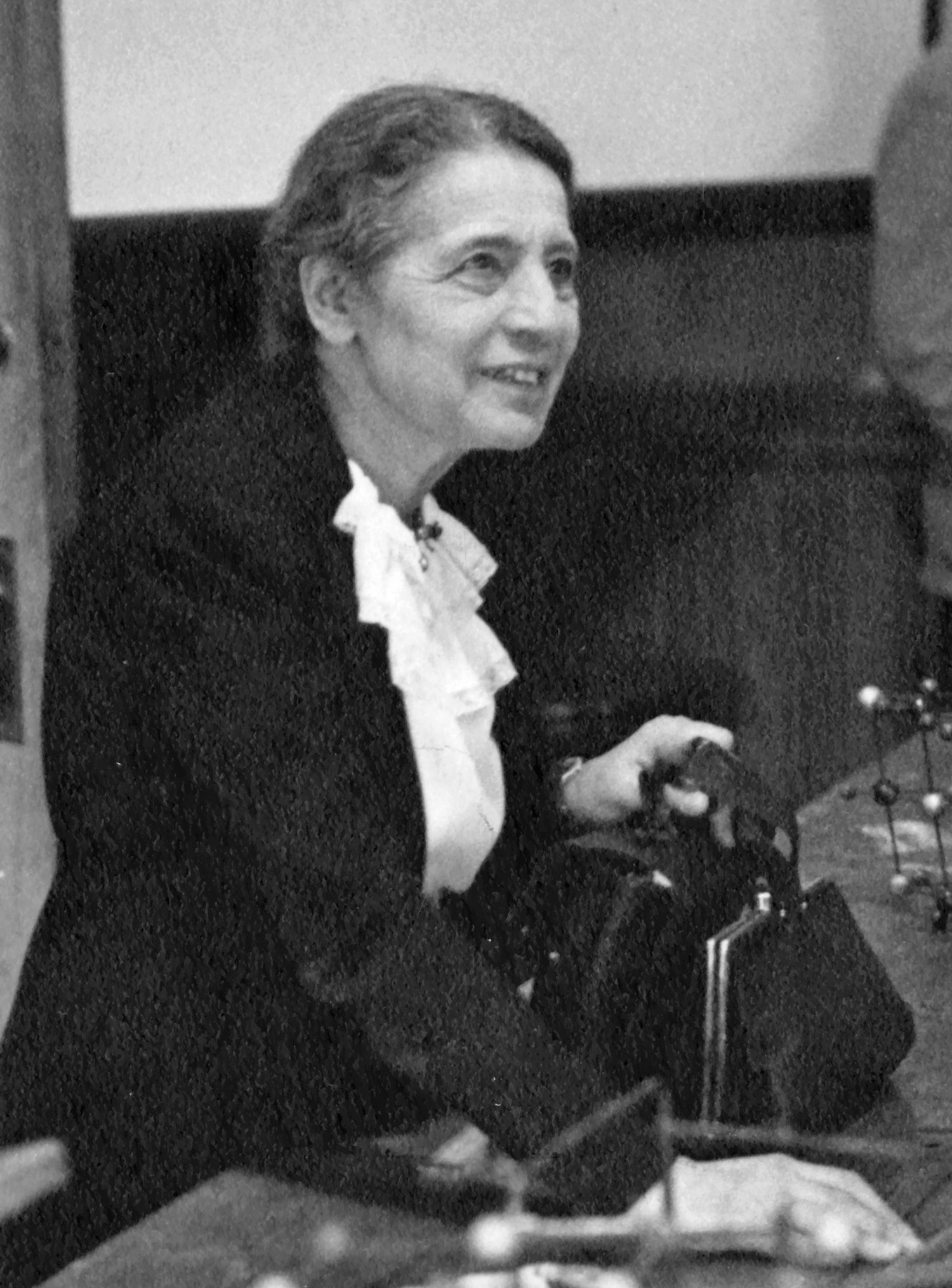
Lise Meitner el 1946.

L'emissió Auger fou descoberta el 1920 per Lise Meitner (1878-1968), física de nacionalitat austríaca, que ho comunicà el 1923 a la revista Zeitschrift für Physik. Dos anys més tard, Pierre Victor Auger (1899-1993), físic francès, també descobrí el procés que publicà a la revista Journal de physique et le Radium el 1925, sense citar l'article de Meitner. La influència més gran de la segona revista donà com a conseqüència que Auger sigui el nom donat al fenomen.
Recentment, s'han fet propostes per reanomenar aquest fenomen i donar-li el nom d'efecte Auger-Meitner per reconèixer el primer descobriment fet per Lise Meitner. Tanmateix, la comunitat científica encara no s'ha pronunciat favorablement.
La primera investigació espectroscòpica dels electrons Auger fou duita a terme per Robinson i Cassie el 1926, marcant la data de naixement de l'espectroscòpia d'electrons Auger. Les següents set dècades d'espectroscòpia Auger es divideixen en tres períodes. En el primer període (1926-1960) l'espectroscòpia Auger es connectà principalment amb l'espectroscòpia de raigs β, on la ionització de la capa interna dels àtoms en estat sòlid era causada per conversió γ o per captura d'electrons. El segon període (que comença l'any 1960) es caracteritza per l'excitació externa d'àtoms metàl·lics lliures o en fase gasosa, obrint l'espectroscòpia Auger a energies d'electrons en el rang de pocs eV a pocs keV. El tercer període (que comença el 1977/78) es caracteritza per l'ús de la radiació de sincrotró amb les seves excel·lents propietats de sintonització, polarització i alta intensitat de banda estreta per a l'excitació i ionització dels electrons de la capa interna.

## El procés d'emissió

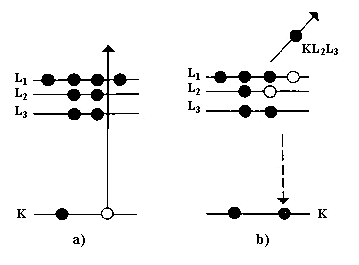
La següent figura mostra una transició Auger KLL. El primer electró va ser llevat de la capa K. Un electró L baixa a ocupar la vacant i l'excés d'energia és transferit a un segon electró L, el qual és emès de l'àtom.

Quan un electró és arrencat d'una de les capes internes d'un àtom per l'acció de la radiació X, perquè és absorbit pel nucli o per altres raons, deixa una vacant o buit i un electró d'un nivell d'energia extern pot caure en aquesta vacant, resultant en un excés d'energia. Aquest excés d'energia és sovint alliberat per l'emissió d'un fotó (fluorescència de raigs X), encara que també pot ser transferida a un electró, el qual és emès de l'àtom (electró Auger). D'aquesta manera en l'efecte Auger el resultat és que l'àtom residual té dues vacants d'electrons. El procés es pot repetir a mesura que es cobreixen les noves vacants, en cas contrari s'emetran raigs X. La probabilitat que s'emeti un electró Auger s'anomena rendiment Auger per a aquesta capa. El rendiment d'Auger disminueix amb el nombre atòmic (el nombre de protons al nucli), i amb el nombre atòmic 30 (zinc) les probabilitats d'emissió de raigs X des de la capa més interna i d'emissió d'electrons Auger són aproximadament iguals.
L'energia de l'electró Auger correspon a la diferència entre l'energia de la transició electrònica primària i l'energia de ionització per a la capa de la qual l'electró Auger va ser emès. Aquests nivells electrònics depenen del tipus d'àtom i l'ambient químic en el qual es trobava l'àtom. Aquest segon electró emès deixa un altre buit que pot ser ocupat per un electró situat en una òrbita superior i es repeteix el procés. D'aquesta manera s'observa una emissió d'electrons en cascada.
Les capes des d'on els electrons es mouen de menor a major energia s'anomenen capa K, L M, N. La capa K equival a l'orbital 1s, el nivell energètic més baix d'un àtom; la capa L representa els orbitals 2s i 2p; la capa M representa els orbitals 3s, 3p i 3d; i la capa N els orbitals 4s, 4p, 4d i 4f. La cascada d'esdeveniments generalment comença amb la ionització d'un electró de la capa K, seguida del moviment d'un electró de la capa L cap al buit generat a la capa K. Llavors, s'expulsa un electró de la capa L o de la capa M. Depèn de l'element, quin pic és prevalent, però sovint els dos pics estaran presents. El pic que es veu en l'espectre s'anomena segons les capes involucrades en el moviment dels electrons. Per exemple, un electró expulsat d'un àtom d'or podria ser etiquetat com a Au KLL o Au KLM.
L'energia cinètica {\displaystyle E_{c}} de l'electró Auger expulsat depèn exclusivament dels tres nivells d'energia involucrats en el procés:
{\displaystyle E_{c}=(E_{2}-E_{1})-E_{3}-I_{WF}\,}
| Nombre atòmic | Element | Transició | Energia cinètica (eV) |
| ------------- | ------- | --------- | --------------------- |
| 3             | Li      | KLL       | 43                    |
| 4             | Be      | KLL       | 104                   |
| 5             | B       | KLL       | 179                   |
| 6             | C       | KLL       | 272                   |
| 7             | N       | KLL       | 379                   |
| 8             | O       | KLL       | 508                   |
| 9             | F       | KLL       | 647                   |
| 11            | Na      | KLL       | 990                   |
| 12            | Mg      | KLL       | 1186                  |
| 13            | Al      | LMM       | 68                    |
| 14            | Si      | LMM       | 92                    |
| 15            | P       | LMM       | 120                   |
| 16            | S       | LMM       | 152                   |
| 17            | Cl      | LMM       | 181                   |
| 19            | K       | KLL       | 252                   |
| 20            | Ca      | LMM       | 291                   |
| 21            | Sc      | LMM       | 340                   |
| 22            | Ti      | LMM       | 418                   |
| 23            | V       | LMM       | 473                   |
| 24            | Cr      | LMM       | 529                   |
| 25            | Mn      | LMM       | 589                   |
| 26            | Fe      | LMM       | 703                   |
| 27            | Co      | LMM       | 775                   |
| 28            | Ni      | LMM       | 848                   |
| 29            | Cu      | LMM       | 920                   |
| 30            | Zn      | LMM       | 994                   |
| 31            | Ga      | LMM       | 1070                  |
| 32            | Ge      | LMM       | 1147                  |
| 33            | As      | LMM       | 1228                  |
| 34            | Se      | LMM       | 1315                  |
| 35            | Br      | LMM       | 1376                  |
| 39            | Y       | MNN       | 127                   |
| 40            | Zr      | MNN       | 147                   |

on
- {\displaystyle E_{1}\,} és l'energia de l'àtom amb una vacant en un nivell intern. Aquest és un estat altament inestable.
- {\displaystyle E_{2}\,} és l'energia del nivell energètic ocupat pel segon electró.
- {\displaystyle E_{3}\,} és l'energia de l'electró que serà expulsat en l'efecte Auger.
- {\displaystyle I_{WF}\,} és la funció treball. És l'energia necessària perquè l'electró deixi la superfície del sòlid.

## Espectroscòpia d'electrons Auger
L'espectroscòpia d'electrons Auger (AES, de les segles en anglès Auger electronic spectroscopy) és una de les tècniques d'anàlisi de superfície més comuns. Utilitza l'energia dels electrons emesos per identificar els elements presents en una mostra, de manera similar a l'espectroscòpia fotoelectrònica de raigs X (XPS, de les segles en anglès X-ray photoelectron spectroscopy). La principal diferència és que l'XPS utilitza un feix de raigs X per expulsar un electró mentre que l'AES utilitza un feix d'electrons per expulsar-lo. En l'AES, la profunditat de la mostra depèn de l'energia d'escapament dels electrons, no és una funció de la font d'excitació com ho és en l'XPS. En l'AES, la profunditat de recollida està limitada a 1-5 nm a causa de la petita profunditat d'escapament dels electrons, el que permet l'anàlisi de les primeres 2 a 10 capes atòmiques. A més, la grandària típica del punt d'anàlisi és d'aproximadament 10 nm.
Com l'XPS, l'AES mesura l'energia cinètica Ec d'un electró per determinar la seva energia de lligadura Eb. L'energia de lligadura és inversament proporcional a l'energia cinètica i es pot trobar a partir de l'equació següent, on hν és l'energia del fotó incident i ΔΦ és la diferència en la funció de treball entre la mostra i el material del detector.
Eb = hν − Ek + ΔΦ
Ja que Eb depèn de l'element i de l'entorn electrònic del nucli, l'AES pot ser utilitzada per distingir els elements i els seus estats d'oxidació. Per exemple, l'energia requerida per treure un electró del Fe3+ és més gran que en FeO. Per tant, el pic de Fe3+ tindrà una energia cinètica més baixa que el pic de FeO, distingint efectivament els estats d'oxidació.

### Instrumentació

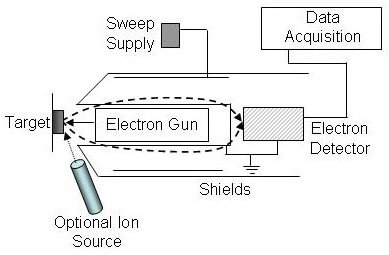
Esquema d'un espectròmetre Auger.

Els elements més importants d'un espectròmetre Auger són un sistema de buit, una font d'electrons i un detector.

#### Sistema de buit
L'AES s'ha de realitzar a pressions inferiors a 0,001 Pa per evitar que els gasos residuals s'adsorbeixin a la superfície de la mostra. Això es pot aconseguir utilitzant un sistema d'ultra-alt buit amb pressions de 10–8 a 10–9 Pa.

#### Font d'electrons
Les fonts d'electrons típiques poden ser filaments de tungstè amb un diàmetre de feix d'electrons de 3 a 5 μm, fonts d'electrons de LaB6 amb un diàmetre de feix de menys de 40 nm i filaments de barrera de Schottky amb un diàmetre de feix de 20 nm i alta densitat de corrent de feix.

#### Detector
Dos detectors comuns són l'analitzador de mirall cilíndric i l'analitzador hemisfèric concèntric amb una millor resolució d'energia.

### Aplicacions
L'espectroscòpia d'electrons Auger té un ús generalitzat gràcies a la seva capacitat per analitzar mides de punts petits amb diàmetres de 5 μm fins a 10 nm, depenent del canó d'electrons. Per exemple, l'AES s'empra comunament per estudiar el creixement de pel·lícules i la composició química de superfícies, així com els límits de grans en metalls i ceràmiques. També s'utilitza per a anàlisis de superfícies de control de qualitat en línies de producció de circuits integrats degut als breus temps d'adquisició. A més, s'utilitza en àrees que requereixen una alta resolució espacial, la qual cosa l'XPS no pot assolir. L'AES també es pot utilitzar conjuntament amb la microscòpia d'electrons de transmissió (TEM) i la microscòpia d'electrons de rastreig (SEM) per obtenir una comprensió exhaustiva dels materials a escala microscòpica, tant químicament com estructuralment.

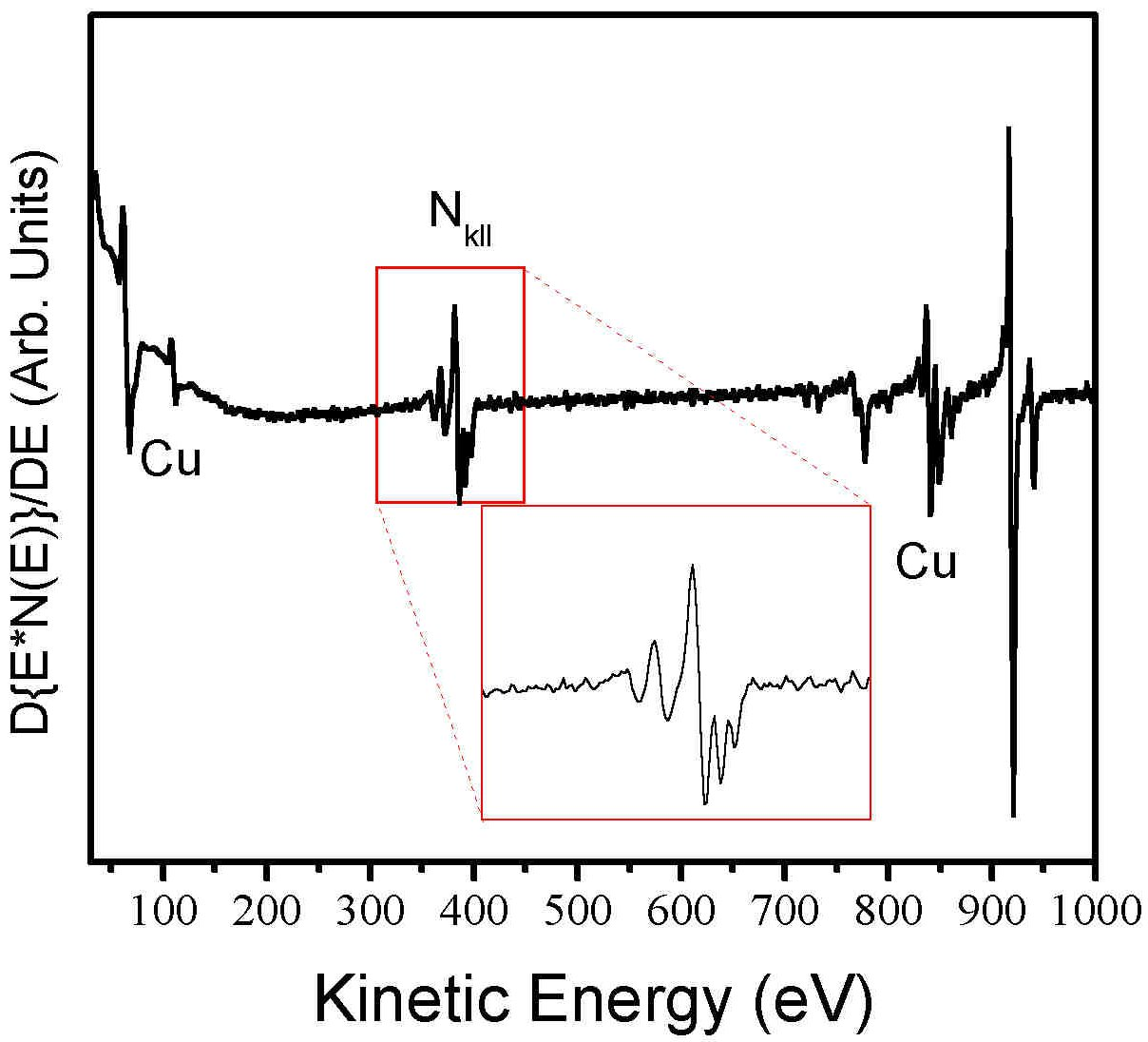
Espectre Auger del nitrur de coure(I) Cu_{3}N.

L'AES s'utilitza àmpliament per a la realització de perfils de profunditat. Aquesta tècnica permet caracteritzar les distribucions d'elements de mostres laminars de 0,2 a 1 μm de gruix més enllà del límit de profunditat d'escapament d'un electró. La variació dels angles d'incidència i de recollida, i l'energia primària del feix controlen la profunditat d'anàlisi. En general, la resolució de profunditat disminueix amb la arrel quadrada del gruix de la mostra. Es nota especialment que, en l'AES, és possible erosionar i recollir simultàniament dades d'Auger per a la realització de perfils de profunditat. El temps d'erosió indica la profunditat i la intensitat indica les concentracions d'elements. Com que el procés d'erosió no afecta l'emissió de l'electró Auger, ions d'heli o argó es poden utilitzar per erosionar la superfície i crear la trinxera, mentre es recullen les dades d'Auger al mateix temps. El perfil de profunditat no té el problema de la difusió dels hidrocarburs a les trinxeres. Així doncs, l'AES és millor per a perfils de profunditat de metalls reactius (per exemple, or o qualsevol metall o semiconductors). Tanmateix, cal tenir cura, ja que l'erosió pot barrejar diferents elements, canviant la composició de la mostra.

#### Limitacions
Tot i que l'AES és una tècnica d'anàlisi de superfícies molt valuosa, té limitacions. Com que l'AES és un procés de tres electrons, no es poden analitzar elements amb menys de tres electrons. Per tant, l'hidrogen i l'heli no es poden detectar. No obstant això, la detecció és millor per a elements més lleugers amb menys transicions. Els nombrosos pics de transició en elements més pesants poden causar solapaments de pics, com també poden fer-ho l'amplada incrementada dels pics de transicions d'energia més alta. Els límits de detecció de l'AES inclouen 0,1 a 1 % d'una monocapa, 10–16 a 10–15 g de material, i 1012 a 1013 àtoms/cm2.
Una altra limitació és la destrucció de la mostra. Tot i que la focalització del feix d'electrons pot millorar la resolució, els electrons d'alta energia poden destruir la mostra. Per limitar la destrucció, s'han de utilitzar densitats de corrent del feix superiors a 1 mA/cm2. A més, la càrrega del feix d'electrons en mostres aïllants pot deteriorar la mostra i provocar desplaçaments de pics d'alta energia o l'aparició de grans pics.